# Harry Leask
Harry Leask (født 16. oktober 1995 i Edinburgh, Skotland) er en britisk roer.
Leask vandt en sølvmedalje i dobbeltfirer ved OL 2020 i Tokyo, sammen med Angus Groom, Tom Barras og Jack Beaumont. Briterne blev i finalen besejret med knap to sekunder af guldvinderne fra Holland, mens Australien vandt bronze.
Leask var også med i den britiske dobbeltsculler, der vandt EM-bronze ved EM 2018 i Glasgow.

## OL-medaljer
- 2020:  Sølv i dobbeltfirer